# Estação Ecológica Iquê
A Estação Ecológica do Iquê é uma estação ecológica do município de Juína, Mato Grosso, Brasil.

## Localização
A Estação Ecológica possui 215 969 hectares e fica no bioma Cerrado. Foi criada em 2 de junho de 1981 e é administrada pelo Instituto Chico Mendes de Conservação da Biodiversidade. A redução de 56 mil hectares da área inicial foi feita mediante acordo com a Fundação Nacional do Índio em vista da área indígena do povo Enauenê-Nauê. A unidade de conservação fica no município de Juína, no Mato Grosso. Estaria no proposto Corredor Ecológico dos Ecótonos do Sul da Amazônia.

## Conservação
A Estação Ecológica é uma "reserva natural estrita" sob a categoria Ia de áreas protegidas da UICN. Foi criada para proteger uma amostra do ecossistema da transição da Amazônia para o Cerrado. O clima é quente e úmido, com temperaturas médias acima 28 °C. A precipitação anual é de cerca de 2 300 milímetros. O terreno é relativamente plano. A ecologia está ameaçada pela prospecção de diamantes, que causa desmatamento e poluição dos rios.